# Robert Hodel

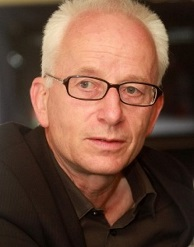
Robert Hodel (2015)

Robert Hodel (* 22. August 1959 in Buttisholz) ist ein Schweizer Slavist.

## Leben
Robert Hodel studierte an der Universität Bern die Fächer Slavistik, Ethnologie und Philosophie. 1985/86 verbrachte er ein Studienjahr in Leningrad und Moskau und 1988/89 zwei Semester in Novi Sad. 1990/91 war er Scholar der Central European University (Dubrovnik, Prag). Er promovierte 1992 als Assistent am Slavischen Seminar in Bern mit der Dissertation Betrachtungen zum „skaz“ bei N.S. Leskov und Dragoslav Mihailović, 1998 folgte die Habilitation mit der Arbeit Entwicklung Erlebter Rede in der russischen Literatur: Von Karamzin bis Fadeev, von „V zvezdnoj pustyne (In der Sternenwüste)“ bis „Čevengur“ (A. Platonov).
Seit 1997 lehrt er als Professor für Slavische Literaturwissenschaft an der Universität Hamburg.
Hodel ist Redaktionsmitglied der Zeitschriften Letopis Matice Srpske (Novi Sad), Zbornik Matice srpske za književnost i jezik (Novi Sad), Russkaja literatura (Sankt Petersburg), Filosofija (Moskau), Slavica Gandensia (The International Review of the Belgian Centre for Slav Studies), Prace Filologiczne (Warschau), Slavonica (Manchester), Annales Pont (Koper, Slowenien), Novi Izraz (Sarajevo) und Književna istorija (Belgrad), Ehrenmitglied der Serbischen Schriftstellervereinigung (Srpsko književno društvo), Mitglied der Leibniz-Sozietät der Wissenschaften zu Berlin, Mitglied der Serbischen Akademie der Wissenschaften und Künste (SANU) und Vorsitzender der Zweigstelle Hamburg der Südosteuropa-Gesellschaft (SOG).
2015 wurde er mit dem Petropol-Preis für die Anthologie Vor dem Fenster unten sind Volk und Macht ausgezeichnet. 2021 mit der „Goldene Verdienst-Medaille“ der Republik Serbien.

## Schriften
Monografien
- Betrachtungen zum skaz bei N.S. Leskov und Dragoslav Mihailović. Bern/Berlin 1994, ISBN 3-906751-77-5. (Slavica Helvetica. Band 44).
- Erlebte Rede in der russischen Literatur. Vom Sentimentalismus zum Sozialistischen Realismus. Band 1. Frankfurt am Main 2001, ISBN 3-631-35904-7. (Slavische Literaturen. Band 22).
- Erlebte Rede bei Andrej Platonov. Von „V zvezdnoj pustyne“ bis „Čevengur“. Band 2. Frankfurt am Main 2001, ISBN 3-631-35905-5. (Slavische Literaturen. Band 23).[5]
- Diskurs (srpske) moderne / Diskurs der (serbischen) Moderne. Belgrad 2009, ISBN 978-86-7558-671-5. (Seminarium Serbicum 2).[6]
- Hundert Gramm Seele. Serbische Poesie aus der zweiten Hälfte des 20. Jahrhunderts. Herausgegeben, übertragen, kommentiert, mit Vorwort, Biographien und Bibliographien von 28 Dichtern. Leipzig 2011, ISBN 978-3-86660-116-1. (Buchillustration: Pia Hodel-Winiker;  Auszug: 5 Dichter lesen vor; Regie: Ana Trkulja).[7]
- Andrić i Selimović: forme aktuelnosti / Andrić und Selimović: Formen der Aktualität. Sarajevo 2011, ISBN 978-9958-27-028-4.
- Momčilo Nastasijević: Sind Flügel wohl… Gedichte und Prosa. Zweisprachig. Aus dem Serbischen, mit einer Einführung in Leben und Werk. Leipzig 2013, ISBN 978-3-86660-160-4; Hildegard Schmahl liest Nastasijević: "Aufzeichnung über die Mitgaben meiner Verwandten Marija", "Fünf lyrische Kreise".[8][9][10][11]
- Raskršća književnog juga. Belgrad 2014, ISBN 978-86-531-0087-2. (Seminarium Serbicum 3).
- Vor dem Fenster unten sind Volk und Macht. Zweisprachige Gedichtanthologie. Russische Poesie der Generation 1940–1960. Herausgegeben, übertragen, kommentiert, mit Vorwort und Biographien von 30 Dichtern. Leipzig 2015, mit dem Petropol-Preis ausgezeichnet[12], ISBN 978-3-86660-193-2.
- Dragoslav Mihailović: Wie ein Fleck zurückblieb. Erzählungen und Leben. Aus dem Serbischen, mit einer Einführung in Leben und Werk. Leipzig 2018, ISBN 978-3-86660-229-8. (Buchillustration: Pia Hodel-Winiker)[13][14]
- Sie ging durch Russland... Zweisprachige Gedichtanthologie. Russische Poesie der Generation 1960–1980. Herausgegeben, übertragen, kommentiert, mit Vorwort und Biographien von 28 Dichtern. Leipzig 2019, ISBN 978-3-86660-246-5. (Buchillustration: Pia Hodel-Winiker)
- Reči od mramora. Dragoslav Mihailović – život i delo. (Worte vom Marmor. D. Mihailović - Leben und Werk) Belgrad 2020, ISBN 978-86-521-3830-2.[15][16][17]
- Rodina i električestvo. Band 5. Poetika Andreja Platonova. Moskva: Polimedia 2021. 206 S.[18]

Herausgeberschaften
- Sprache und Erzählhaltung bei A. Platonov. Mitherausgeber J.P. Locher. 1998, ISBN 3-906759-83-0. (Slavica Helvetica. Band 58) (Sammelband Platonov-Kolloquium 10.–12. September 1996, Bern)
- Zentrum und Peripherie in den slavischen und baltischen Sprachen und Literaturen. Festschrift zum 70. Geburtstag von Jan Peter Locher. Bern / Berlin 2004, ISBN 3-03910-358-X. (Slavica Helvetica. Band 71)
- Darstellung der Liebe in bosnischer, kroatischer und serbischer Literatur. Von der Renaissance bis ins 21. Jh. Frankfurt am Main 2007, ISBN 978-3-631-56266-6. (Slavische Literaturen. Band 38)
- Poezja polska po przełomie – Pokolenie ’89 / Polnische Poesie nach der Wende – Generation ’89. Anthologie. Hrsg. und Verfasser des Vorworts. Hamburg / Warszawa 2008, ISBN 978-83-89663-58-0. (Buchcover: Pia Hodel-Winiker)
- Textkohärenz und Narration. Untersuchungen russischer Texte des Realismus und der Moderne. Mitherausgeber V. Lehmann. Berlin / New York 2008, ISBN 978-3-11-020811-5. (Narratologia. Contributions to Narrative Theory. Vol. 15)